# Futebol no Mundo
Futebol no Mundo foi um programa de televisão esportivo brasileiro, estilo revista eletrônica, exibido pela ESPN Brasil de segunda a sexta, e aos domingos entre 1995 e 2021. No momento de sua extinção era a atração mais antiga do canal, sendo exibida praticamente desde a sua fundação.

## Sinopse
O programa traz um resumo completo do Futebol Internacional, com gols da UEFA Champions League, UEFA Europa League, e dos campeonatos europeus, além de exibir gols dos torneios em outros continentes, como a Copa Libertadores da América. Tem a participação dos comentaristas especializados nessa área.
Em julho de 2009, o programa lançou o "Prêmio Futebol no Mundo", que tem duas categorias: o de jogador-revelação da temporada e o de melhor jogador da temporada. Na primeira edição do prêmio na temporada 2008-09 a revelação foi Grafite do Wolfsburg; e Júlio César goleiro da Internazionale, foi o melhor jogador. O prêmio só é entregue a jogadores brasileiros que atuam fora do país.
Em setembro de 2015, o programa passa a ter uma versão diária de segunda a sexta. A exibição será feita a tarde, dependendo de se houver jogos ou não no horário. Além disso, o programa ganha novo estúdio e identidade visual.
No dia 25 de setembro de 2021, foi exibida a última edição do programa, após 26 anos ininterruptos de exibição, com a direção da ESPN Brasil decidindo reformular totalmente a sua grade de programação, também acabando com programas como o Bate-Bola. A partir do dia 27, passou a ser exibido em seu horário o ESPN FC 1ª Edição. No entanto a marca Futebol no Mundo continuou a ser usada através de seu podcast homônimo.

## Apresentadores
- Paulo Andrade
- Alex Tseng

#### Eventuais
- Gustavo Hofman
- Luciano Amaral

## Comentaristas
- Antero Greco
- Gustavo Hofman
- Leonardo Bertozzi
- André Kfouri
- Gian Oddi
- Mário Marra
- Thiago Simões
- André Donke
- Ubiratan Leal

## Quadros
- As 7 Maravilhas do Futebol do Mundo: seleção de sete gols ou jogadas que lembra confrontos entre equipes ou datas comemorativas.
- Varal: no programa de sexta-feira um sortudo ganha uma camisa oficial autografada por um jogador de futebol do mundo, para participar e só entrar no site do programa e responder a pergunta selecionada pela equipe.
- Trânsito: negociações de jogadores dos clubes no mercado de futebol pelo mundo.
- Baú do Futebol no Mundo: imagens históricas de partidas envolvendo os times pelo mundo.
- Preste Atenção: imagens curiosas dentro e fora de campo.
- Rolou na Rede: as imagens divertidas dos jogadores que viralizaram na internet.
- Golaço: os gols mais bonitos pelo planeta.